# 水野光二
水野 光二（みずの こうじ、1953年〈昭和28年〉8月24日 - ）は、日本の政治家。岐阜県瑞浪市長（5期）。元瑞浪市議会議員（1期）。

## 来歴
岐阜県瑞浪市出身。父親は岐阜県議会議員を務めた水野正夫。日本大学卒業後、民間会社に就職。
2003年（平成15年）、瑞浪市議会議員に初当選。
2007年（平成19年）7月22日に行われた瑞浪市長選挙に自民党の推薦を受けて立候補し、会社社長の新人を破り初当選した。7月27日、市長就任。
2019年（令和元年）、無投票により4選。
2023年（令和5年）、前岐阜県議会議員の山田実三との一騎打ちを制し5選（水野：7,814票、山田：7,217票）。